# UCI America Tour 2018
El UCI America Tour 2018 fue la decimocuarta edición del calendario ciclístico internacional americano. Se inició el 23 de octubre de 2017 en Guatemala, con la Vuelta a Guatemala y finalizó el 19 de agosto de 2018 con el Colorado Classic. En principio, se tenían programadas 25 competencias, además de los Campeonatos Panamericanos, pero finalmente se disputaron 17 carreras más los Campeonatos Panamericanos.

## Equipos
Los equipos que pueden participar en las diferentes carreras dependen de la categoría de las mismas. A mayor nivel de una carrera pueden participar equipos de más nivel. Por ejemplo los equipos UCI ProTeam, solo pueden participar de las carreras .HC y .1 y tienen cupo limitado de equipos para competir.
| Categoría      | Categoría                       | Equipos |
| -------------- | ------------------------------- | --- |
| .HC            | 1.HC (Carrera de un día)        | * ProTeam (max 65%) * Profesionales Continentales * Continentales * Selecciones nacionales                 |
| .HC            | 2.HC (Carrera de varios días)   | * ProTeam (max 65%) * Profesionales Continentales * Continentales * Selecciones nacionales                 |
| .1             | 1.1 (Carrera de un día)         | • ProTeam (max 50%) • Profesionales Continentales • Continentales • Selecciones nacionales                 |
| .1             | 2.1 (Carrera de varios días)    | • ProTeam (max 50%) • Profesionales Continentales • Continentales • Selecciones nacionales                 |
| .2             | 1.2 (Carrera de un día)         | • Profesionales Continentales • Continentales • Selecciones nacionales • Selecciones regionales • Amateurs |
| .2             | 2.2 (Carrera de varios días)    | • Profesionales Continentales • Continentales • Selecciones nacionales • Selecciones regionales • Amateurs |
| .Ncup (sub-23) | 1.Ncup (Carrera de un día)      | • Selecciones nacionales • Selecciones mixtas                                                              |
| .Ncup (sub-23) | 2.Ncup (Carrera de varios días) | |

## Carreras
Esta edición consistió en 2 carreras de máxima categoría (.HC), 3 carreras de nivel (.1), y el resto de las carreras fueron del último nivel de categoría (.2). Además también hicieron parte las carreras en ruta y contrarreloj para élite y sub-23 del Campeonato Panamericano de Ciclismo en Ruta.

## Calendario
Las siguientes fueron las 17 carreras que se disputaron para el calendario UCI America Tour 2018:
| UCI America Tour 2018          | UCI America Tour 2018 | UCI America Tour 2018         | UCI America Tour 2018 | UCI America Tour 2018 |
| Fecha                          | País                  | Carrera                       | Ganador               |                       |
| ------------------------------ | --------------------- | ----------------------------- | --------------------- | --------------------- |
| 23 de octubre – 1 de noviembre | Guatemala             | Vuelta a Guatemala            | Manuel Rodas          |                       |
| 27 de octubre – 5 de noviembre | Venezuela             | Vuelta a Venezuela            | Carlos Torres         |                       |
| 18 – 27 de diciembre           | Costa Rica            | Vuelta a Costa Rica           | Román Villalobos      |                       |
| 12 – 21 de enero               | Venezuela             | Vuelta al Táchira             | Pedro Gutiérrez       |                       |
| 21 – 28 de enero               | Argentina             | Vuelta a San Juan             | Óscar Sevilla         |                       |
| 6 – 11 de febrero              | Colombia              | Colombia Oro y Paz            | Egan Bernal           |                       |
| 23 de marzo – 1 de abril       | Uruguay               | Vuelta Ciclista del Uruguay   | Magno Nazaret         |                       |
| 12 – 15 de abril               | Estados Unidos        | Joe Martin Stage Race         | Rubén Companioni      |                       |
| 18 – 22 de abril               | Estados Unidos        | Tour de Gila                  | Rob Britton           |                       |
| 28 de may                      | Estados Unidos        | Winston-Salem Cycling Classic | Sam Bassetti          |                       |
| 13 – 17 de junio               | Canadá                | Tour de Beauce                | James Piccoli         |                       |
| 5 – 14 de julio                | Venezuela             | Vuelta a Venezuela            | Matteo Spreafico      |                       |
| 8 de jul                       | Canadá                | Tour de Delta                 | Adam de Vos           |                       |
| 13 de jul                      | Estados Unidos        | Chrono Kristin Armstrong      | Serghei Țvetcov       |                       |
| 3 – 12 de agosto               | Francia               | Tour de Guadalupe             | Boris Carène          |                       |
| 6 – 12 de agosto               | Estados Unidos        | Tour de Utah                  | Sepp Kuss             |                       |
| 16 – 19 de agosto              | Estados Unidos        | Colorado Classic              | Gavin Mannion         |                       |

## Clasificaciones finales
- Nota: Clasificaciones actualizadas al 21 de octubre tras el término de la temporada.[3][4]

### Individual
La integran todos los ciclistas que logren puntos pudiendo pertenecer tanto a equipos amateurs como profesionales, inclusive los equipos UCI WorldTeam.
| Posición | Corredor              | Equipo                    | Puntos |
| -------- | --------------------- | ------------------------- | ------ |
| 1.º      | Gavin Mannion         | UnitedHealthcare          | 328    |
| 2.º      | Sepp Kuss             | LottoNL-Jumbo             | 280    |
| 3.º      | Serghei Tvetcov       | UnitedHealthcare          | 270    |
| 4.º      | Juan Sebastián Molano | Manzana Postobón          | 263    |
| 5.º      | Maximiliano Richeze   | Quick-Step Floors         | 222    |
| 6.º      | Hugh Carthy           | EF Education First-Drapac | 218    |
| 7.º      | Egan Bernal           | Sky                       | 183    |
| 8.º      | Sergio Henao          | Sky                       | 170    |
| 9.º      | Ben Hermans           | Israel Cycling Academy    | 160    |
| 10.º     | Joe Dombrowski        | EF Education First-Drapac | 155    |

| Posiciones 11º al 20º | Posiciones 11º al 20º  | Posiciones 11º al 20º     | Posiciones 11º al 20º |
| Posición              | Corredor               | Equipo                    | Puntos                |
| --------------------- | ---------------------- | ------------------------- | --------------------- |
| 11.º                  | Daniel Felipe Martínez | EF Education First-Drapac | 150                   |
| 12.º                  | Brent Bookwalter       | BMC Racing                | 150                   |
| 13.º                  | Cristopher Mansilla    | Start Gusto               | 150                   |
| 14.º                  | Dorian Monterroso      |                           | 148,17                |
| 15.º                  | Gonzalo Najar          | SEP San Juan              | 145                   |
| 16.º                  | Rob Britton            | Rally                     | 143                   |
| 17.º                  | James Piccoli          | Elevate-KHS               | 133                   |
| 18.º                  | Jack Haig              | Mitchelton-Scott          | 130                   |
| 19.º                  | Samuel Bassetti        | Elevate-KHS               | 125                   |
| 20.º                  | Federico Vivas         |                           | 125                   |

### Equipos
A partir de 2016 y debido a cambios reglamentarios, todos los equipos profesionales entran en esta clasificación, incluso los UCI WorldTeam que hasta la temporada anterior no puntuaban. Se confecciona con la sumatoria de puntos que obtenga un equipo con sus 8 mejores corredores en la clasificación individual. La clasificación también la integran equipos que no estén registrados en el continente.
| Posición | Equipo                 | Puntos |
| -------- | ---------------------- | ------ |
| 1.º      | UnitedHealthcare       | 777    |
| 2.º      | Rally                  | 568    |
| 3.º      | Elevate-KHS            | 361    |
| 4.º      | Jelly Belly p/b Maxxis | 310    |
| 5.º      | Medellín               | 307    |

| Posiciones desde el 6º hasta el 10º | Posiciones desde el 6º hasta el 10º | Posiciones desde el 6º hasta el 10º |
| Posición                            | Equipo                              | Puntos                              |
| ----------------------------------- | ----------------------------------- | ----------------------------------- |
| 6.º                                 | Start Gusto                         | 283                                 |
| 7.º                                 | Ecuador                             | 281,68                              |
| 8.º                                 | Israel Cycling Academy              | 279                                 |
| 9.º                                 | Canel's-Specialized                 | 279                                 |
| 10.º                                | Manzana Postobón                    | 271                                 |

### Países
Se confecciona mediante los puntos de los 8 mejores ciclistas de un país, no solo los que logren en este Circuito Continental, sino también los logrados en todos los circuitos. E incluso si un corredor de un país de este circuito, solo logra puntos en otro circuito (Europa, Asia, África, Oceanía), sus puntos van a esta clasificación.
| Posición | País           | Puntos  |
| -------- | -------------- | ------- |
| 1.º      | Colombia       | 3306,86 |
| 2.°      | Estados Unidos | 1702,71 |
| 3.º      | Canadá         | 1347,21 |
| 4.º      | Ecuador        | 1100,94 |
| 5.º      | Argentina      | 915     |

| Posiciones desde el 6º hasta el 10º | Posiciones desde el 6º hasta el 10º | Posiciones desde el 6º hasta el 10º |
| Posición                            | Equipo                              | Puntos                              |
| ----------------------------------- | ----------------------------------- | ----------------------------------- |
| 6.º                                 | Costa Rica                          | 767                                 |
| 7.º                                 | Venezuela                           | 697                                 |
| 8.º                                 | Brasil                              | 551                                 |
| 9.º                                 | Guatemala                           | 510,85                              |
| 10.º                                | México                              | 501                                 |

### Países sub-23
| Posición | País           | Puntos  |
| -------- | -------------- | ------- |
| 1.º      | Colombia       | 1927,86 |
| 2.º      | Estados Unidos | 711,71  |
| 3.º      | Ecuador        | 648,11  |
| 4.º      | México         | 322     |
| 5.º      | Canadá         | 273     |

## Evolución de las clasificaciones
| Fecha                   | Clasificación individual | Clasificación por equipos | Clasificación por países | Clasificación por países sub-23 |
| ----------------------- | ------------------------ | ------------------------- | ------------------------ | ------------------------------- |
| 30 de noviembre de 2017 | Serghei Tvetcov          |                           | Colombia                 | Colombia                        |
| 31 de diciembre de 2017 | Serghei Tvetcov          |                           | Colombia                 | Colombia                        |
| 31 de enero             | Serghei Tvetcov          | Rally                     | Colombia                 | Colombia                        |
| 28 de febrero           | Serghei Tvetcov          | Rally                     | Colombia                 | Colombia                        |
| 31 de marzo             | Serghei Tvetcov          | Rally                     | Colombia                 | Colombia                        |
| 30 de abril             | Serghei Tvetcov          | Rally                     | Colombia                 | Colombia                        |
| 31 de mayo              | Serghei Tvetcov          | Rally                     | Colombia                 | Colombia                        |
| 30 de junio             | Serghei Tvetcov          | Rally                     | Colombia                 | Colombia                        |
| 31 de julio             | Serghei Tvetcov          | Rally                     | Colombia                 | Colombia                        |
| 31 de agosto            | Sepp Kuss                | UnitedHealthcare          | Colombia                 | Colombia                        |
| 30 de septiembre        | Gavin Mannion            | UnitedHealthcare          | Colombia                 | Colombia                        |
| 21 de octubre           | Gavin Mannion            | UnitedHealthcare          | Colombia                 | Colombia                        |
| Final                   | Gavin Mannion            | UnitedHealthcare          | Colombia                 | Colombia                        |